# Paleis van Herodes (Jeruzalem)

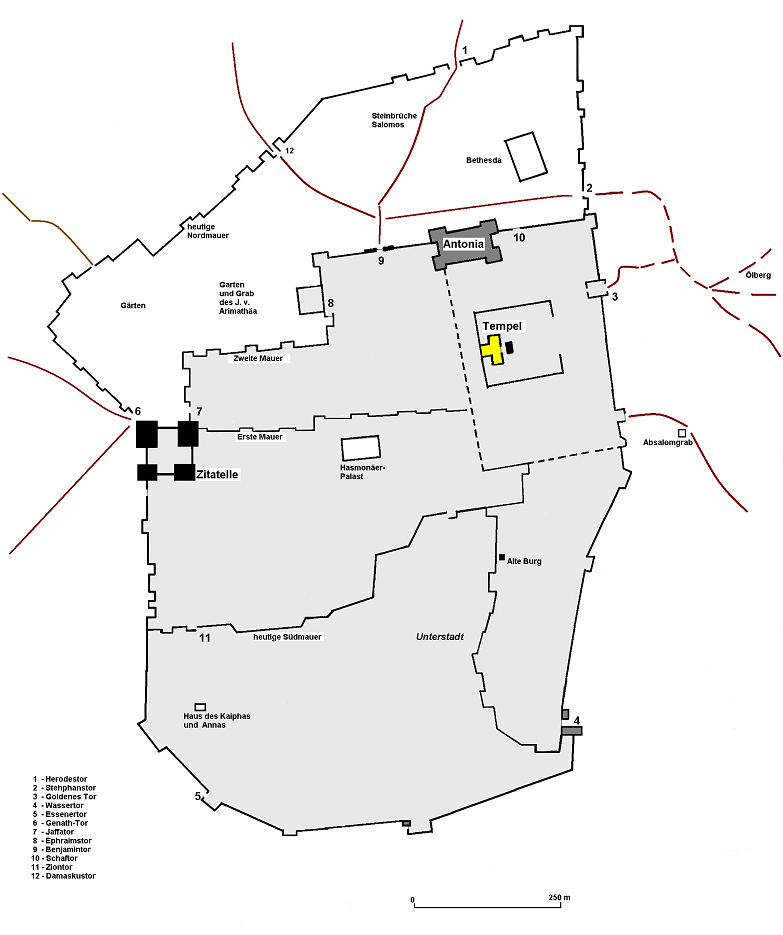
Jeruzalem in de eerste eeuw
Het paleis van Herodes lag direct ten zuiden van de citadel (links)

Het Paleis van Herodes was na de Joodse Tempel het belangrijkste bouwwerk in Jeruzalem aan het begin van de gangbare jaartelling. Het paleis lag aan de westkant van de bovenstad, direct ten zuiden van citadel met de torens Phasaël, Mariamne en Hippicus behoorden. Het was door een gang met de citadel verbonden. Het is gebouwd door Herodes de Grote.

## Architectuur
Voor de beschrijving van het paleis zijn we afhankelijk van Flavius Josephus. Weliswaar zijn bij opgravingen enkele paleismuren teruggevonden, maar de opgravingen zijn door de bebouwing ter plaatse zeer beperkt van aard.
Het paleis van Herodes was omgeven door wallen en torens. Het paleis had grote ontvangstzalen en bevatte gastenverblijven die geschikt waren voor in totaal honderd gasten. De kamers waren geheel ingericht, waarbij veel goud en zilver was gebruikt. Een van de kamers was genoemd naar keizer Augustus, een andere naar Herodes' vriend Marcus Vipsanius Agrippa. Het paleis werd gekenmerkt door zeer fraai metselwerk met gekleurde stenen die van elders gehaald waren, mooie plafonds en decoraties. De zuilengangen van het paleis hadden elk een eigen stijl. Op de binnenplaatsen waren weelderige tuinen aangelegd met wandelpaden, kanalen en vijvers met bronzen fonteinen.

## Geschiedenis
Herodes de Grote verbleef in het paleis in de periodes dat hij in Jeruzalem was. Daarnaast had hij nog paleizen in Herodion en Jericho, waar hij ook veel verbleef. Na Herodes' dood kwam het paleis in handen van Herodes Archelaüs.
Toen Judea in 6 na Chr. een provincia werd, kozen de praefecti (en later procuratores) hun residentie in Caesarea. In de periodes van Joodse feesten, wanneer veel pelgrims naar Jeruzalem trokken, verbleven zij echter in Jeruzalem in het paleis van Herodes.
Aan het einde van de Joodse Oorlog, toen de Tempel en de burcht Antonia in brand gestoken werden en het vuur oversloeg naar de bovenstad, ging volgens Flavius Josephus ook het paleis van Herodes in vlammen op.
Resten van de muren van het paleis werden na de Joodse Oorlog gebruikt om een legerkamp voor het Romeinse legioen Legio X Fretensis te maken.

## Nieuwe Testament
In het Nieuwe Testament staat het paleis van Herodes in verband met twee gebeurtenissen:
- De Wijzen uit het oosten informeerden in Jeruzalem waar de Koning der Joden was geboren, waarop de koning hen ontbood.[3] In het Bijbelverhaal is daarbij ongetwijfeld gedacht aan het paleis van Herodes.
- Het paleis van Herodes is vrijwel zeker het praetorium waar Jezus Christus terechtstond voor Pontius Pilatus.[4]